# 普里梅勒
普里梅勒（法語：Primelles，法語發音：[pʁimɛl]）是法国谢尔省的一个市镇，位于该省西部偏南，属于布尔日区。

## 地理
普里梅勒（46°55'42"N, 2°12'47"E）面积26.57 平方千米，位于法国中央-卢瓦尔河谷大区谢尔省，该省份为法国中部省份，北起卢瓦雷省，西接卢瓦-谢尔省和安德尔省，南至克勒兹省，东南接阿列省，东临涅夫勒省。
与普里梅勒接壤的市镇（或旧市镇、城区）包括：锡夫赖、科尔夸、拉庞、吕讷里、阿尔农河畔马勒伊、圣昂布鲁瓦、圣博代尔、沃内姆。

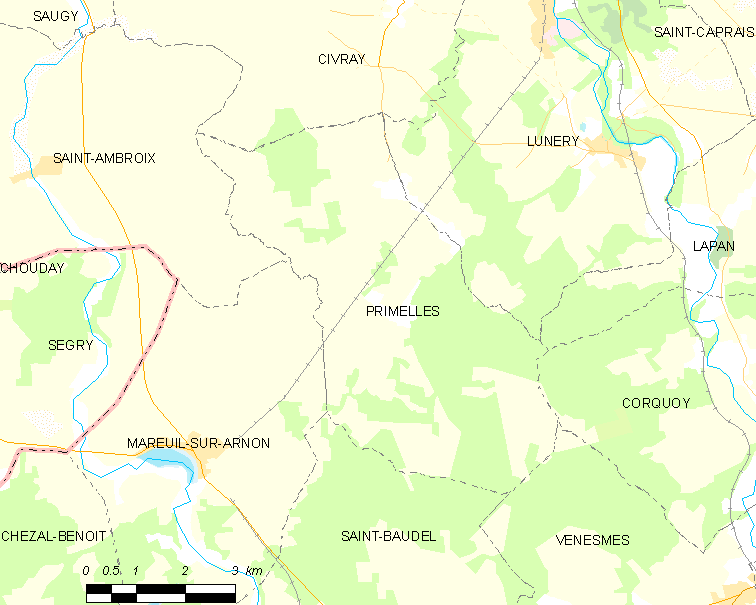
普里梅勒的OSM定位图

普里梅勒的时区为UTC+01:00、UTC+02:00（夏令时）。

## 行政
普里梅勒的邮政编码为18400，INSEE市镇编码为18188。

## 政治
普里梅勒所属的省级选区为沙罗县。

## 人口

1962-2008年间普里梅勒人口变化图示

普里梅勒于2022年1月1日时的人口数量为193人。